# Vince Carter
Vincent Lamar "Vince" Carter, född 26 januari 1977, är en amerikansk före detta basketspelare. 
Carter spelade i Mainland High Schools basketlag i tre år innan han började i collegelaget University of North Carolina at Chapel Hill.
1998 blev Carter först draftad av Golden State Warriors, men senare under draften bytte han klubb med Antawn Jamison och började spela för Toronto Raptors istället. Under sitt första år i NBA gav Carter sin klubb i genomsnitt 18,3 poäng per match och vann priset NBA Rookie of the Year, för årets nykomling i ligan. 2024 pensionerades hans nummer 15 i Toronto.